# Alberto Prada
Alberto Prada Vega (* 19. Januar 1989 in Ponferrada) ist ein spanischer Fußballspieler.

## Karriere
Alberto Prada begann seine Karriere bei Real Valladolid. Dort spielte er jedoch nur für die zweite Mannschaft. Nachdem er auch für die zweite Mannschaft von Real Saragossa gespielt hatte, wechselte er 2011 zum FC Zamora. Dort verweilte er vier Jahre, ehe er im Mai 2015 zum FC Cádiz wechselte. Er verließ den Verein jedoch nach einem Monat wieder und wechselte nach Österreich zur SV Ried. Sein Debüt für Ried gab er gegen den SK Rapid Wien.
Nach dem Abstieg der Rieder in die zweite Liga wechselte Prada zur Saison 2017/18 zum Neo-Ligakonkurrenten SC Wiener Neustadt. Nach dem Zwangsabstieg von Wiener Neustadt wechselte er zur Saison 2019/20 zum Zweitligisten SK Vorwärts Steyr. Für Steyr kam er insgesamt zu 109 Zweitligaeinsätzen, in denen er elf Tore erzielte. Mit dem Team stieg er 2023 aber aus der 2. Liga ab.
Daraufhin beendete Prada nach der Saison 2022/23 seine Profikarriere, wie seit Februar 2023 geplant, und wechselte zur viertklassigen Union Dietach.